# Despenser War
Der Despenser War war eine Rebellion von englischen Adligen, vor allem von walisischen Marcher Lords, gegen den königlichen Favoriten Hugh le Despenser. Ihnen schloss sich Thomas of Lancaster, 2. Earl of Lancaster, der Führer der Adelsopposition gegen König Eduard II. an. Nachdem die Rebellen im Mai 1321 zunächst erfolgreich die walisischen Besitzungen Despensers besetzt hatten, musste der König im August ihren Forderungen nachgeben und der Verbannung der Despensers zustimmen. Im Herbst 1321 begann der König jedoch einen erfolgreichen militärischen Gegenschlag, bei dem er bis März 1322 die Rebellen entscheidend besiegen und die Adelsopposition zunächst vollständig zerschlagen konnte.

## Vorgeschichte

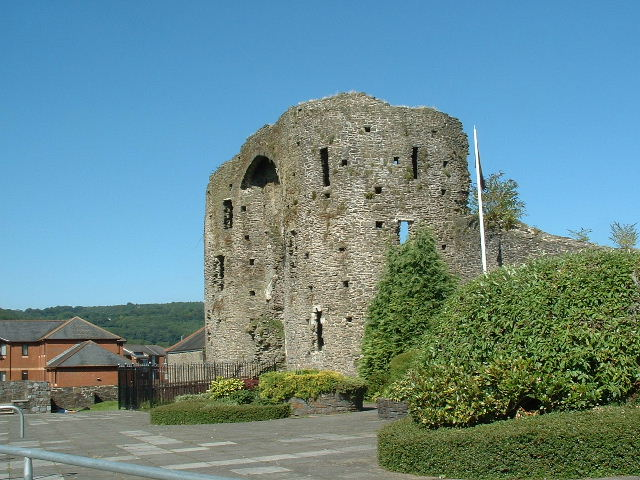
Neath Castle war eine der zahlreichen Burgen Despensers, die im Mai 1321 in Südwales von den Rebellen erobert wurden

Gegen die schwache und im Kampf um die Herrschaft in Schottland erfolglose Herrschaft des englischen Königs Eduard II. hatte sich bereits kurz nach der Übernahme der Herrschaft durch den König 1307 eine Adelsopposition gebildet, deren Führer der Earl of Lancaster, ein Cousin des Königs geworden war. Lancaster gewann zwischenzeitlich hohen politischen Einfluss, doch auch ihm gelangen in Schottland keine Erfolge, so dass der König zunächst seine Herrschaft wieder festigen konnte. Zu neuem Unmut unter den Baronen kam es durch den Aufstieg und die Ambitionen von Hugh le Despenser, dem neuen königlichen Favoriten und dessen gleichnamigem Vater. Durch seine Ehe mit Eleanor de Clare war der jüngere Despenser 1317 Erbe der bedeutenden Herrschaft Glamorgan in Südwestwales geworden, und in den nächsten Jahren versuchte er, mit allen Mitteln seine Herrschaft auf die angrenzenden Territorien zu erweitern. 1318 musste ihm sein Schwager Hugh de Audley das benachbarte Wentloog überlassen. 1319 begann Despenser in seinem Territorium von Cantref Mawr einen Grenzstreit mit John Giffard, dem Lord des benachbarten Cantref Bychan. Giffard war bislang ein loyaler Unterstützer von König Eduard II. gewesen, doch durch den Streit mit Despenser wurde er schließlich auf die Seite der rebellierenden Barone getrieben. Noch mehr Unruhe brachte der Erbstreit um Gower. Der alte Baron von Gower, William de Braose, hatte keine überlebenden männlichen Nachkommen. Er hatte zunächst Gower seinem Schwiegersohn John Mowbray vermacht, doch aufgrund seiner angespannten finanziellen Lage versuchte er insgeheim, Gower zu verkaufen. Sowohl Despenser, aber auch die Marcher Lords Humphrey de Bohun, 4. Earl of Hereford und Roger Mortimer of Wigmore zeigten Interesse an einem Erwerb der Herrschaft. Als Mowbray von diesen Verhandlungen erfuhr, besetzte er 1320 Gower, um seine Erbschaft zu retten. Der König zwang Mowbray daraufhin, ihm am 14. Dezember 1320 die Herrschaft zu übergeben, und plante, sie an seinen Günstling Despenser weiterzureichen. Da Gower als Herrschaft der Welsh Marches nicht dem englischen Recht unterstand und der König so nicht das Recht hätte, Mowbray sein Erbe abzuerkennen, verbündeten sich die anderen Anwärter auf Gower mit Mowbray, um ihre Privilegien als Marcher Lords und ihre Territorien gegen den wachsenden Einfluss von Hugh le Despenser in Südwales zu verteidigen. Dem Bündnis gehörten neben Mowbray der Earl of Hereford, Roger Mortimer of Chirk, Roger Mortimer of Wigmore, John Giffard und Hugh de Audley an. Sie verließen im Dezember 1320 den Königshof und beschlossen, um ihre Privilegien zu kämpfen und militärisch gegen Despenser vorzugehen.

## Der Despenser War in Glamorgan
König Eduard II. erfuhr bereits vor Anfang März, dass die Marcher Lords Truppen zusammen zogen. Er verbot darauf seinen Baronen, sich zu versammeln, und gebot ihnen, den Frieden zu wahren. Am 1. März 1321 reisten der König und Despenser an die walisische Grenze. Dort ordneten sie am 8. März an, dass der königliche Justiciar von Wales, Roger Mortimer of Chirk, die königlichen Burgen in Verteidigungsbereitschaft setzen sollte. Auch Despenser befahl seinem Vertreter John Iweyn, die Burgen in seinen Herrschaften ebenfalls auf Angriffe vorzubereiten und gegebenenfalls Geiseln von den Walisern zu fordern, falls es zu Unruhen käme. Im März 1321 lud Lancaster die Adelsopposition zu einem Treffen nach Pontefract Castle ein, während der König die Adligen am 28. März zu sich nach Gloucester befahl. Darauf eskalierten die Ereignisse. Als zunächst Audley sich weigerte, vor dem König zu erscheinen, ordnete dieser an, seine Besitzungen zu beschlagnahmen. Bis zum 9. April 1321 waren Audleys Besitzungen in der Hand des Königs. Auch der Earl of Hereford verweigerte sein Erscheinen, da er um seine Sicherheit fürchtete, solange Despenser sich beim König aufhielt. Er forderte die Einberufung des Parlaments, vor dem er seine Anklagen gegen Despenser vorbringen wollte. In der Zwischenzeit sollte der Earl of Lancaster für die Sicherheit Despensers sorgen. Für den König muss dieser Vorschlag angesichts des Schicksals seines 1312 von Lancaster ermordeten Favoriten Piers Gaveston zynisch geklungen haben. Er erwiderte, dass Despenser im Herbst 1318 vom Parlament, wo auch Hereford zugegen gewesen war, als Chamberlain of the Household anerkannt worden sei, und verweigerte eine Abberufung Despensers ohne Grund. Für den 10. Mai 1321 berief er eine Ratsversammlung nach Oxford ein. Dann verließ er am 16. April Gloucester, um zurück nach Westminster zu reisen. Die Marcher Lords glaubten nun nicht mehr an eine friedliche Lösung des Konflikts. Am 1. Mai erfuhr der König von ihrem geplanten Angriff, den sie am 4. Mai auf Despensers Besitzungen begannen. Die Armee der rebellischen Marcher Lords bestand aus 800 Men-at-arms, 500 leichten Reitern und 10.000 Mann Fußvolk, die in einem raschen Feldzug Despensers Besitzungen in Südwales erobern konnten. Nach viertägiger Belagerung fiel am 8. Mai Newport Castle, am 9. Mai ergab sich Cardiff Castle und am 13. Mai war Gower in der Hand der Rebellen. Auch Caerphilly Castle und die anderen Burgen Despensers ergaben sich angesichts der Übermacht der Rebellen. Despensers Vertreter John Iweyn wurde in Neath Castle gefangen genommen, nach Swansea gebracht und dort hingerichtet. Roger Mortimer of Wigmore eroberte dazu Clun, eine walisische Herrschaft des mit dem jüngeren Despenser verschwägerten Earl of Arundel.

## Verbannung der Despenser
Nach dem Feldzug in Wales verhielten sich beide Parteien abwartend. Der Earl of Lancaster schloss am 24. Mai in Pontefract mit fünfzehn nordenglischen Baronen ein Verteidigungsbündnis. Am 28. Juni traf sich Lancaster mit den Marcher Lords im nordenglischen Sherburn, wo sie ihn zu ihrem Anführer bestimmten. Es gelang Lancaster jedoch nicht, ein Bündnis zwischen den nordenglischen Baronen und den Marcher Lords zu vermitteln. In Sherburn schloss sich jedoch Bartholomew de Badlesmere, der bisherige Steward of the Royal Household, den Rebellen an. Der König hatte am 15. Mai für den 15. Juli das Parlament nach Westminster einberufen. Die Marcher Lords marschierten nun mit ihrer Armee Richtung London, wobei sie noch zahlreiche Güter der Despenser plünderten, und trafen am 1. August in London ein. Sie bestanden weiter auf der Verbannung der beiden Despenser, wobei sie versuchten, mit einer überzogenen und gefälschten Anklageschrift den jüngeren Despenser als Feind des Königs zu diskreditieren, und drohten sogar mit der Absetzung des Königs. Da ihnen klar war, dass sie keinen rechtmäßigen Anspruch auf die meisten besetzten Besitzungen Despensers hatten, hatten sie die geplünderten Gebiete unter die Verwaltung von Despensers Schwager Roger Damory gestellt. Angesichts der entschlossenen Opposition zahlreicher Barone verhielten sich die Unterstützer des Königs zurückhaltend. Nachdem der Earl of Pembroke dem König geraten und Königin Isabelle ihn angefleht hatte, die Despenser zu verbannen, beugte sich Eduard II. am 14. August 1321 dem Druck der Rebellen und stimmte der Verbannung der Despenser zu. Das Parlament begnadigte am 20. August die Rebellen für ihre Vergehen, die sie während der Rebellion begangen hatten. Nachdem die Rebellen jedoch mit ihrer Armee London verlassen hatten, nahm der König erneut Kontakt mit den Despenser auf, unterstützte sie und bereitete einen Gegenschlag vor. Begünstigt durch die Unpopularität Lancasters gelang es ihm, zahlreiche gemäßigte Barone auf seine Seite zu ziehen.

## Gegenschlag des Königs

### Belagerung von Leeds Castle
König Eduard II. traf sich auf der Isle of Thanet in Kent mit dem jüngeren Despenser, wo sie ihr weiteres Vorgehen absprachen. Der König hoffte, dass das Bündnis der Rebellen nicht von Dauer sei, und versuchte, es weiter zu spalten. Am 26. September 1321 befahl der König Bartholomew de Badlesmere, ihm Tonbridge Castle zu übergeben. Badlesmere verweigerte dies, doch Tonbridge Castle sowie seine Besitzungen in Kent lagen von den übrigen Besitzungen der Rebellen isoliert, weshalb er zu den in Oxford versammelten Marcher Lords flüchtete. Der König sandte Königin Isabelle nach Leeds Castle, dem Hauptsitz von Badlesmere, damit ihr ohne militärische Eroberung Einlass gewährt würde. Dieser Plan scheiterte jedoch, da Badlesmeres Frau Margaret de Clare gemäß den Anweisungen ihres Mannes das Burgtor auch vor der Königin geschlossen hielt. Am 13. Oktober kam es zu einem Geplänkel mit der Burgbesatzung, bei dem mehrere Mitglieder des Gefolges der Königin ums Leben kamen. Diesen Angriff auf die Königin nutzte der König als Vorwand und berief eine Armee zusammen, um Leeds Castle zu erobern. Der Earl of Pembroke entschied sich, dem König zu folgen, ebenso die Earls of Norfolk und Richmond. Bereits am 17. Oktober 1321 begann die Belagerung der Burg, womit der Bürgerkrieg begann. Badlesmere bat die Rebellen in Oxford, mit ihrer Armee die belagerte Burg zu entsetzen, doch diese zögerten. Wegen einer persönlichen Fehde mit Badlesmere verweigerte Lancaster ihm seine Unterstützung, und ohne ihren Anführer unternahmen die anderen Rebellen nur einen halbherzigen Vorstoß. Sie stießen dabei auf Walter Reynolds, den Erzbischof von Canterbury, den Bischof von London sowie auf den Earl of Pembroke, die als Abgesandte des Königs Verhandlungen führen sollten. Am 31. Oktober wurde Leeds Castle erobert. Der König ließ Badlemeres Constable Walter Culpeper und die Burgbesatzung hinrichten, während Badlesmeres Frau und Kinder in den Tower of London gebracht wurden. Auf Geheiß des Königs berief Erzbischof Reynolds am 14. November für den 1. Dezember eine Synode der Bischöfe in Canterbury ein, um das Exil der Despenser zu beenden. Wegen der kurzfristigen Ladung erschienen nur fünf der siebzehn Bischöfe, die schließlich einer Aufhebung des Exils zustimmten.

### Unterwerfung der Welsh Marches

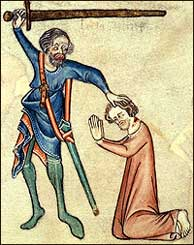
Hinrichtung Lancasters. Mittelalterliche Darstellung

Um ihr weiteres Vorgehen abzustimmen, berief Lancaster ein Treffen mit den Marcher Lords ein. Es sollte ursprünglich am 29. November in Doncaster stattfinden, fand schließlich jedoch in Pontefract statt. Lancaster und die Marcher Lords  konnten sich aber auf kein abgestimmtes Vorgehen einigen, sondern beschlossen nur die Doncaster Petition, in der sie dem jüngeren Despenser vorwarfen, den Angriff des Königs auf die Peers des Reiches zu unterstützen. Der König ignorierte die Petition und berief am 30. November seine Armee nach Cirencester. Am 8. Dezember verließ er mit seinen Truppen London, erreichte am 25. Dezember Cirencester und am 31. Dezember Worcester. Die Marcher Lords versperrten dem König die Übergänge über den Severn. Weil der durch Schmelzwasser angeschwollene Fluss ohne Brücke nicht überquerbar war, zog der König am Ostufer des Flusses nach Norden. Er sandte eine Vorhut unter Fulk Fitz Warin, Robert le Ewer und anderen Rittern voraus, Bridgnorth und die dortige Brücke über den Severn besetzten. Am 5. Januar 1322 griffen jedoch die Mortimers und weitere Rebellen Bridgnorth an, vertrieben die königlichen Truppen aus der Stadt und zerstörten die Brücke. Daraufhin musste der König am Ostufer des Severn weiter nach Norden ziehen. In der Zwischenzeit war es königlichen Agenten gelungen, einige walisische Lords zu Angriffen gegen die Besitzungen der Mortimers und anderer Marcher Lords zu bewegen. Gruffydd Llwyd attackierte die Besitzungen Mortimers und des Earls of Hereford in Wales, während sein Neffe Rhys ap Gruffydd in Gower und Südwales einfiel. Am 14. Januar erreichte der König Shrewsbury, wo er den Severn überqueren konnte. Daraufhin ergaben sich am 22. Januar die Mortimers. Vermutlich entgegen seinen Zusagen ließ der König sie in den Tower of London bringen. Der König verlor keine Zeit, indem er die Welsh Marches völlig eroberte, sondern verließ am 24. Januar Shrewsbury und erreichte am 6. Februar Gloucester, wo sich Maurice de Berkeley und Hugh Audley der Ältere ergaben. Der Earl of Hereford, der jüngere Hugh de Audley und Roger Damory flohen nach Nordengland, um sich Lancaster anzuschließen.

### Feldzug gegen Lancaster
Nachdem der König den Widerstand der Marcher Lords gebrochen hatte, berief er für den 5. März seine Truppen nach Coventry. Dazu befahl er Andrew Harclay, dem Befehlshaber der königlichen Truppen in Carlisle, von Norden her gegen die Rebellen vorzurücken. Am 18. Februar verließ der König Gloucester und traf am 27. Februar in Coventry ein. Die Besatzung des mächtigen Kenilworth Castle, das im Besitz von Lancaster war, ergab sich am 26. Februar ohne Gegenwehr den königlichen Truppen. Lancaster hatte inzwischen sein Heer bei Doncaster versammelt und zog dem König entgegen. Bei Burton-upon-Trent versuchte er, die königlichen Truppen aufzuhalten, und sperrte die Brücke über den Trent. In der folgenden Schlacht um die Brücke überquerte ein Teil des überlegenen königlichen Heeres den Fluss in einer nahe gelegenen Furt. Daraufhin zog Lancaster nach Norden ab, um nicht eingeschlossen zu werden. Über Tutbury erreichte er Pontefract Castle, wo er sich zunächst verschanzen wollte. Die anderen Rebellen, darunter der Earl of Hereford und Roger de Clifford, überzeugten ihn jedoch, weiter nach Norden zu ziehen. Lancaster versuchte, Dunstanburgh Castle zu erreichen, von wo er möglicherweise versuchen wollte, Unterstützung durch den schottischen König Robert Bruce zu erhalten. Ein Teil des königlichen Heeres unter den Earls of Surrey und Kent setzte den Rebellen nach. Am 2. März vereinigte sich das vom König kommandierte Heer mit einer von den aus dem Exil zurückgekehrten Despenser aufgebotenen Streitmacht bei Lichfield. Am 9. März eroberte der König Tutbury Castle, wo der tödlich verwundete Roger Damory in Gefangenschaft geriet, während Robert de Holand, der Befehlshaber von Lancasters Haustruppen, sich mit 500 Mann ergab. Vermutlich fand der König in Tutbury Castle Beweise für eine Verschwörung Lancasters mit dem schottischen König, denn nach der Eroberung der Burg erklärte er Lancaster offiziell zum Verräter und setzte eine Belohnung auf seine Ergreifung aus. Am 16. März verstellte die von Andrew Harclay in Nordengland aufgestellte Armee den Rebellen bei Boroughbridge den Fluchtweg. In der darauffolgenden Schlacht bei Boroughbridge wurden die Rebellen entscheidend geschlagen. Der Earl of Hereford fiel und Lancaster wurde am nächsten Tag gefangen genommen.

## Folgen
Lancaster und zahlreiche andere Rebellen, darunter Clifford, Mowbray und Badlesmere, wurden hingerichtet, die Mortimers und andere kleinere Barone blieben im Tower oder in anderen Burgen in Gefangenschaft. Einige wenige Rebellen wie William Trussell, John Maltravers oder John Botetourt konnten ins Exil flüchten. Damit hatte der König die Adelsopposition ausgeschaltet und die Gefahr einer Spaltung des Reiches beseitigt. In den nächsten Jahren regierte er, unterstützt von den Despenser, tyrannisch. Als 1326 die ins Exil geflüchtete Königin zusammen mit ihrem Liebhaber, dem aus dem Tower entkommenen Roger Mortimer of Wigmore, mit einem Heer in England landete, brach die Herrschaft von Eduard II. zusammen. Er wurde gefangen genommen und abgesetzt. Auch die beiden Despenser gerieten in Gefangenschaft und wurden hingerichtet.